# A Penny for Your Thoughts
"A Penny for Your Thoughts" is een aflevering van de Amerikaanse televisieserie The Twilight Zone. Het scenario werd geschreven door George Clayton Johnson.

## Plot

### Opening
Mr. Hector B. Poole, resident of the Twilight Zone. Flip a coin and keep flipping it. What are the odds? Half the time it will come up heads, half the time tails. But in one freakish chance in a million, it'll land on its edge. Mr. Hector B. Poole, a bright human coin, on his way to the bank.
— Rod Serling

### Verhaal
Hector B. Poole is een verlegen bankmedewerker. Hij krijgt op mysterieuze wijze telepathische krachten wanneer hij een muntje tost en dit muntje op zijn zijkant landt. Zolang de munt zo blijft staan, kan hij de gedachten van anderen lezen.
Bij zijn eerste poging “hoort” hij zakenman Mr. Sykes denken over hoe hij met gokken op paardenraces het geld dat hij heeft verduisterd van zijn bedrijf kan terugwinnen. Hector waarschuwt zijn baas om Sykes niets te lenen. Vervolgens vangt hij de gedachtes op van Miss Turner, een andere medewerker die al lange tijd een oogje heeft op Hector, maar graag wil dat hij meer voor zichzelf opkomt. Hij besluit zijn gave aan haar te onthullen.
Later denkt Hector dat Mr. Smithers, een van de oudste werknemers van de bank, het plan heeft om geld van de bank te stelen. Dit blijkt uiteindelijk niet waar te zijn. Smithers geeft toe al jaren te denken aan het stelen van geld van de bank, maar dat hij in werkelijkheid nooit zoiets zal doen. Hector wordt ontslagen, maar weer aangenomen zodra Mr. Bagby, de bankdirecteur, ontdekt dat Hector het wel bij het rechte eind had over Sykes.
Uiteindelijk ontdekt Hector dankzij zijn krachten dat zijn baas een affaire heeft met een minnares en chanteert hem met deze informatie om eindelijk een betere baan en een welverdiende vakantie te krijgen. Na het werk gaat Hector naar huis met Miss Turner. Daarbij stoot hij per ongeluk de munt om en verliest hierdoor zijn telepathische krachten.

### Slot
One time in a million, a coin will land on its edge, but all it takes to knock it over is a vagrant breeze, a vibration or a slight blow. Hector B. Poole, a human coin, on edge for a brief time in the Twilight Zone.
— Rod Serling

## Rolverdeling
- Dick York : Hector B. Poole
- June Dayton : Miss Turner
- Dan Tobin : Mr. Bagby
- Hayden Rorke : Mr. Sykes
- Cyril Delevanti : Mr. Smithers

## Titelverklaring
In het Engels is “A Penny For Your Toughts” (letterlijk: “een penny voor je gedachten”) een uitdrukking die inhoudt dat men bereid is te luisteren naar een ander, of graag wil dat die ander zijn gedachten met je deelt. In deze aflevering wordt de uitdrukking letterlijk opgevat, daar Hector Poole dankzij een munt kan delen in de gedachtes van anderen.

## Achtergrond
- Het idee voor deze aflevering kwam van een kot verhaal geschreven door Ted Kneeland.
- De aflevering is verkrijgbaar op volume 29 van de dvd-set.
- Cyril Delevanti speelde ook mee in Passage on the Lady Anne, A Piano in the House en The Silence.